# Daniel Oduber Quirós
Porfirio Ricardo José Luis Daniel Oduber Quirós (ur. 25 sierpnia 1921, zm. 13 października 1991) – kostarykański polityk, adwokat, filozof i poeta, kolekcjoner, ambasador, sekretarz generalny Partii Wyzwolenia Narodowego (PLN) w latach 1956-1958 i jej przewodniczący (1970-1977 i od 1986), minister spraw zagranicznych (1962-1964), przewodniczący parlamentu (1970-1974) i prezydent kraju od 1974 do 1978.
Zalegalizował Partię Komunistyczną i nawiązał stosunki dyplomatyczne z Kubą.